# Żabinka
Żabinka (Duits: Zabinken) is een dorp in het Poolse woiwodschap Ermland-Mazurië, in het district Giżyncki. De plaats maakt deel uit van gemeente Kruklanki en telde 87 inwoners in 2011.

## Sport en recreatie
Door deze plaats loopt de Europese wandelroute E11. De E11 loopt van Den Haag naar het oosten, naar de grens Polen/Litouwen. Ter plaatse komt de route van het westen van Jasieniec en vervolgt oostwaarts door de bossen van de Puszcza Borecka naar Czerwony Dwór.